# FMA I.Ae. 22
Die I.Ae. 22 DL war ein Schulflugzeug des argentinischen Herstellers Fábrica Militar de Aviones.

## Geschichte
Die I.Ae. 22 DL war die Weiterentwicklung der I.Ae. 21 DL, welche selbst aus der North American NA-16, die zu dieser Zeit im Dienste des argentinischen Militärs stand, entwickelt worden ist. Die argentinischen Erfahrungen mit der NA-16 und die Verschlechterung der politischen Beziehungen zu den USA führten zur Eigenentwicklung FMA I.Ae. 21 DL. Die D.L. 21 wies dieselbe Rumpfkonstruktion wie die NA-16 auf, welche sich jedoch für die Serienfertigung als zu schwierig erwies, da auf Grund des Zweiten Weltkriegs nicht alle Materialien zur Verfügung standen, weshalb eine völlig neue Rumpfkonstruktion erforderlich war.

## Konstruktion
Bei der Maschine handelt es sich um eine mit Stoff bespannte Holzkonstruktion, welche als Tiefdecker mit einziehbarem Spornradfahrwerk ausgelegt war und von einem Neunzylinder-Sternmotor I.Ae. 16 El Gaucho mit 340 kW angetrieben wurde. Lehrer und Schüler saßen in einem geschlossenen Cockpit hintereinander. Der hintere Sitz ließ sich drehen, sodass von diesem Platz aus ein nach hinten feuerndes bewegliches MG bedient werden konnte. Der Prototyp flog erstmals am 17. Mai 1944 oder am 8. August 1944 (hier sind sich die Quellen leider nicht einig). Gegen Ende des Serienfertigung wurden statt der I.Ae.-16-El-Gaucho-Motoren importierte Armstrong-Siddeley-Cheetah-25-Motoren mit 350 kW verwendet, was zu einer leichten Leistungssteigerung führte. Diese Modelle erhielten die Bezeichnung I.Ae. 22C.

## Militärische Nutzung
Argentinien
- Fuerza Aérea Argentina
- Armada Argentina

## Technische Daten
| Kenngröße             | Daten |
| --------------------- | --- |
| Besatzung             | 2 |
| Länge                 | 9,2 m |
| Spannweite            | 12,6 m |
| Höhe                  | 2,84 m |
| Flügelfläche          | 23,19 m² |
| Flügelstreckung       | 6,8 |
| Leermasse             | 1520 kg |
| max. Startmasse       | 2220 kg |
| Reisegeschwindigkeit  | 226 km/h |
| Höchstgeschwindigkeit | 290 km/h |
| Dienstgipfelhöhe      | 6000 m |
| Reichweite            | 1100 km |
| Triebwerke            | 1 × I.Ae. 16 El Gaucho, Neunzylinder-Sternmotor mit 340 kW (462 PS) |
| Bewaffnung            | in jeder Tragfläche befand sich je ein 7,65-mm-Maschinengewehr, an Aufhängepunkten unter den Tragflächen und dem Rumpf konnten Bomben oder Raketen mitgeführt werden, als Beobachtungsflugzeug wurde am Ende des Cockpits zusätzlich ein bewegliches MG angebracht |

## Erhaltene Exemplare
- Ein Exemplar befindet sich im Museo Nacional de Aerónautica in Morón.